# Семёновка (Крым)
Семёновка (до 1948 года Китень Русский; укр. Семенівка, крымскотат. Kiten, Китен) — село в Ленинском районе Республики Крым, входит в состав Мысовского сельского поселения (согласно административно-территориальному делению Украины — Мысовского сельсовета Автономной Республики Крым).

## Население
| 2001 | 2014 |
| ---- | ---- |
| 282  | ↘280 |

### Динамика численности населения
| - 1915 год — 8/274 чел. - 1926 год — 268 чел. - 1939 год — 104 чел. | - 2001 год — 282 чел. - 2009 год — 250 чел. - 2014 год — 280 чел. |

Всеукраинская перепись 2001 года показала следующее распределение по носителям языка
| Язык             | Процент |
| ---------------- | ------- |
| русский          | 82.98   |
| украинский       | 14.54   |
| крымскотатарский | 1.77    |
| другие           | 0.7     |

## Современное состояние
На 2017 год в Семёновке числится 11 улиц; на 2009 год, по данным сельсовета, село занимало площадь 140 гектара на которой, в 120 дворах, проживало 250 человек. Семёновка связана автобусным сообщением с райцентром, городами Крыма и соседними населёнными пунктами.

## География
Расположено примерно в 12 километрах (по шоссе) на север от районного центра Ленино, там же ближайшая железнодорожная станция Семь колодезей (на линии Джанкой — Керчь), на берегу Арабатского залива на мысе Китень и южнее, высота центра села над уровнем моря 15 м.

## История
Впервые в доступных источниках селение Китень русский встречается в Статистическом справочнике Таврической губернии. Ч.II-я. Статистический очерк, выпуск пятый Феодосийский уезд, 1915 год, согласно которому в Петровской волости Феодосийского уезда числятся деревня и экономия некого Кандыба З. Г. Китень в 56 дворов (1 двор с землёй, 55 — безземельные) с русским населением в количестве 8 приписных жителей и 274 «посторонних», из которых 152 мужчины и 125 женщин. Жители владели 371 десятиной удобной земли. В хозяйствах имелось 26 лошадей, 6 волов, 27 коров и 250 голов овец, свиней, или коз.
После установления в Крыму Советской власти, по постановлению Крымревкома, 25 декабря 1920 года был образован Керченский (степной) уезд, а, постановлением ревкома № 206 «Об изменении административных границ» от 8 января 1921 года была упразднена волостная система и село вошло в состав Петровского района Керченского уезда, а в 1922 году уезды получили название округов. 11 октября 1923 года, согласно постановлению ВЦИК, в административное деление Крымской АССР были внесены изменения, в результате которых округа были отменены, Петровский район упразднили, влив в Керченский. Согласно Списку населённых пунктов Крымской АССР по Всесоюзной переписи 17 декабря 1926 года, в селе Китень (русский), центре упразднённого к 1940 году Китеньского сельсовета Керченского района, числилось 58 дворов, из них 46 крестьянских, население составляло 268 человек (128 мужчин и 145 женщин). В национальном отношении учтено: 212 русских, 33 украинца, 15 белорусов, 7 болгар, 1 татарин, действовала русская школа. Постановлением ВЦИК «О реорганизации сети районов Крымской АССР» от 30 октября 1930 года (по другим сведениям 15 сентября 1931 года) Керченский район упразднили и село включили в состав Ленинского. По данным всесоюзной переписи населения 1939 года в селе проживало 104 человека. На подробной карте РККА Керченского полуострова 1941 года в Китене русском обозначен 61 двор.

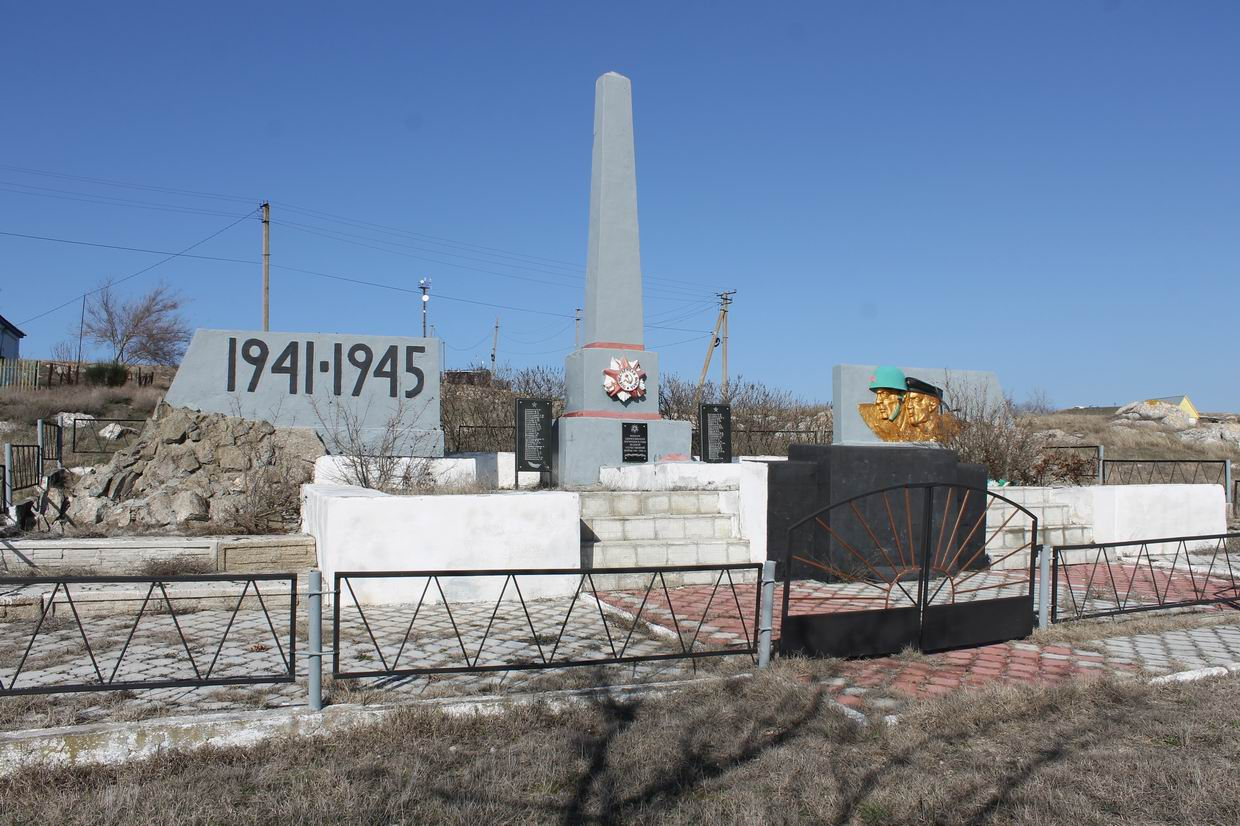
Памятный знак односельчанам.

В годы Великой Отечественной войны многие жители Китеня сражались против немецко-фашистских захватчиков, 57 из них пали в боях. В их честь в 1975 году сооружён памятный знак, постановлением Совета министров Республики Крым № 627 от 20 декабря 2016 года отнесённый к категории объектов культурного наследия России
С 25 июня 1946 года Китень в составе Крымской области РСФСР. Указом Президиума Верховного Совета РСФСР от 18 мая 1948 года, сёла Китень русский и Китень татарский объединили и переименовали в Семёновку. 26 апреля 1954 года Крымская область была передана из состава РСФСР в состав УССР. Время включения в Мысовской сельсовет пока не установлено: на 15 июня 1960 года село уже числилось в его составе. По данным переписи 1989 года в селе проживало 346 человек. С 12 февраля 1991 года село в восстановленной Крымской АССР, 26 февраля 1992 года переименованной в Автономную Республику Крым. С 21 марта 2014 года в составе Крыма аннексирована Россией.

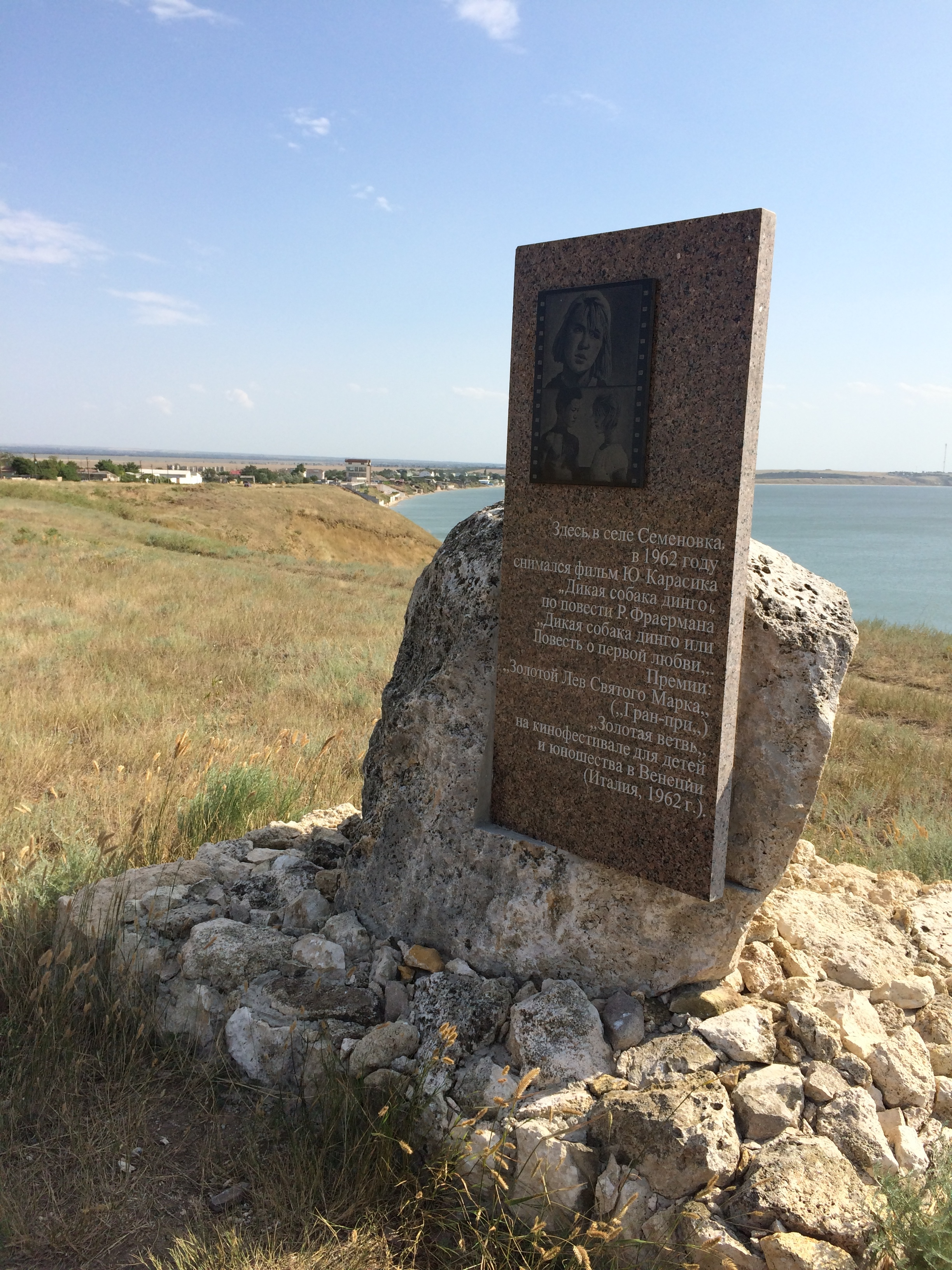
Знак о съемках фильма «Дикая собака динго» в Семеновке.

## Достопримечательности
В Семеновке в 1962 году снимался фильм Ю. Карасика «Дикая собака динго» по повести Р.Фраермана «Дикая собака динго или Повесть о первой любви».
Недалеко от Семёновки находится недостроенная Крымская АЭС на берегу соленого Акташского озера.
Семеновка привлекает любителей уединенного недорогого отдыха в Крыму. Песчаные пляжи, теплое море, которое прогревается уже в мае, отсутствие сильных волн, неглубокий пологий берег, уединенные дикие бухты прекрасно подходят для отдыха с детьми на Азовском море. В 7 километрах находится город Щелкино с его пляжами на берегу Азовского моря, а также Казантипский заповедник.
 На берегу Азовского моря у деревни Семеновка в первых веках нашей эры находилось поселение. Каменные дома поселения имели деревянные перекрытия и крыши из плетеных прутьев, обмазанные глиной. Большинство домов были двухэтажными, внутри также обмазанные глиной. На первых этажах находились хозяйственные помещения, на вторых — жилые комнаты. Перед входом в дом находился дворик, выстланный каменными плитами, в котором было помещение для скота с яслями для сена, сделанными из поставленных на ребро каменных плит. Дома отапливались каменными или кирпичными печами с верхней глинобитной плитой с загнутыми кверху краями. Полы домов были земляными, иногда с настилом из досок. Жителями поселения были свободные землевладельцы. При раскопках поселения найдены оружие, монеты и другие предметы, которых не могло быть у рабов. Обнаружены также зернотерки, ткацкие станки, глиняные сосуды с пищей, культовые статуэтки, лепная посуда местного производства, светильники, костяные иглы для вязания сетей, бронзовые и железные крючки, пробковые и деревянные поплавки, каменные грузила, сети из крученного шнура, небольшие железные сошники, косы, серпы, зерна пшеницы, ячменя, чечевицы, проса, ржи, винодельни, виноградарские ножи, виноградные зерна и косточки, керамическая посуда — тара для хранения и перевозки зерна. Найденные монеты, краснолаковое блюдо, амфоры, стеклянные и бронзовые сосуды свидетельствуют о широких торговых связях между боспорскими городами и поселками.